# Lepidagathis mazarunensis
Lepidagathis mazarunensis är en akantusväxtart som först beskrevs av Cornelis Eliza Bertus Bremekamp, och fick sitt nu gällande namn av Wassh.. Lepidagathis mazarunensis ingår i släktet Lepidagathis och familjen akantusväxter. Inga underarter finns listade i Catalogue of Life.